# Virgo inter Virgines

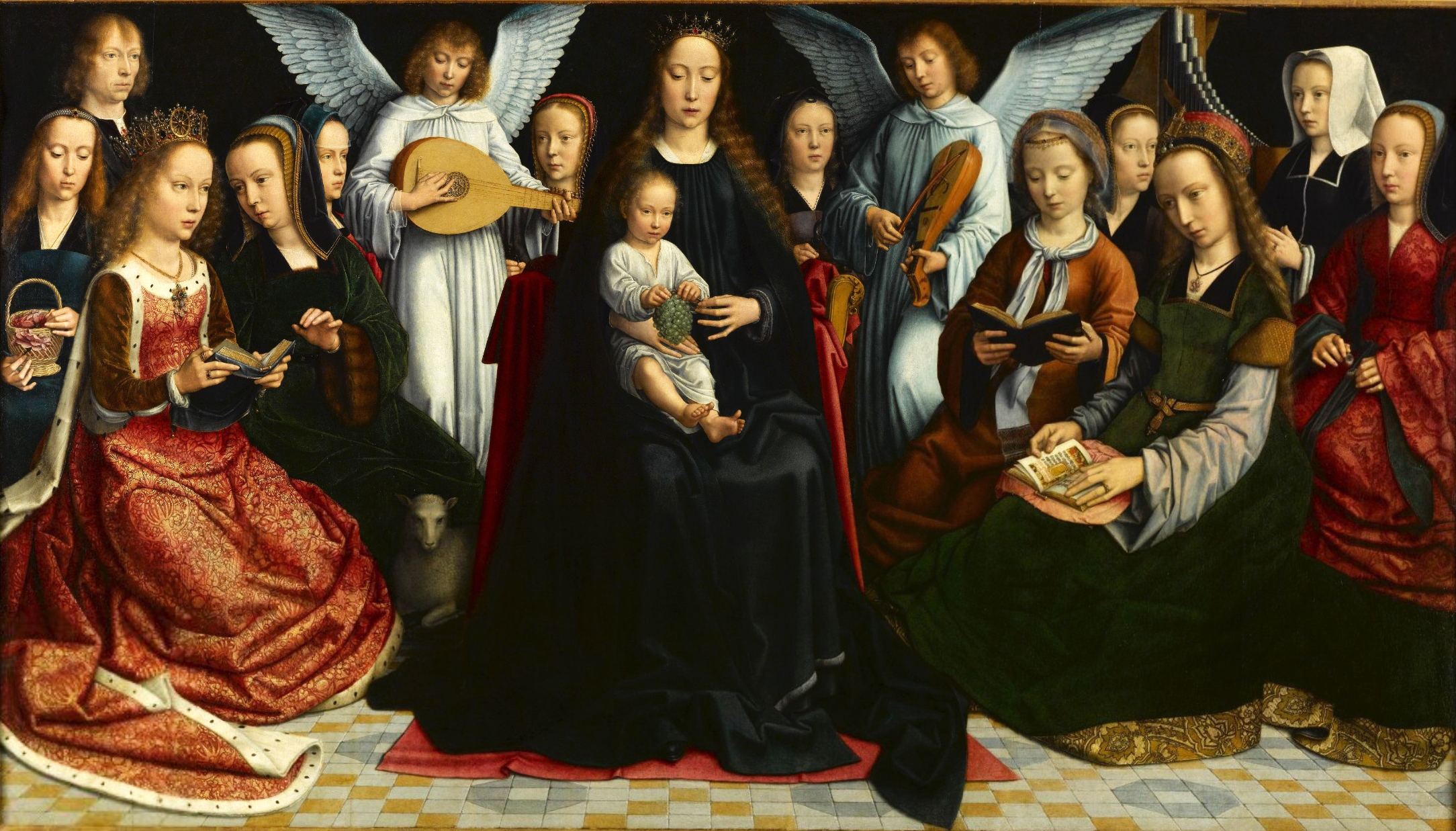
Gerard David, Virgo inter Virgines, Musée des Beaux-Arts de Rouen.

Virgo inter Virgines (Lat. Maagd tussen maagden) is een frequent afgebeeld thema in de religieuze schilderkunst en boekverluchting. Maria wordt met haar kind Jezus afgebeeld, doorgaans in een afgesloten tuin, in gezelschap van een aantal heilige maagden, meestal martelaressen.  Het thema van Maria als koningin van de heilige maagden was vooral populair in de vijftiende eeuw en de eerste helft van de zestiende. Het thema ontstond in de late veertiende eeuw in de streek rond Keulen en werd snel populair in Duitsland, vanwaar het werd overgenomen in de Zuidelijke Nederlanden.
Hans Memling introduceerde het thema in Vlaanderen. Bij de maagd werden meestal twee, drie, vier of zes maagden afgebeeld, soms ook een veel grotere groep. Er werd meestal gekozen voor de populaire heiligen in die tijd zoals Barbara, Catharina, Agnes, Cecilia, Lucia, Maria Magdalena, Dorothea, Margaretha, Ursula, Agatha en Apollonia, maar heel dikwijls werd gekozen voor de zogenaamde virgines capitales: Barbara, Catharina, Dorothea en Margaretha.
De verering van de Heilige Maagd en de andere heilige vrouwen was populair bij een breed publiek maar de specifieke iconografie die de afzondering, de contemplatie en de verering van het Jezuskind benadrukte, was bijzonder geliefd bij vrouwelijke religieuzen.
Het thema van de Virgo inter Virgines werd ten zuiden van de Alpen nagenoeg niet gebruikt, in Italië was het verwante thema van de Sacra conversazione wel populair.

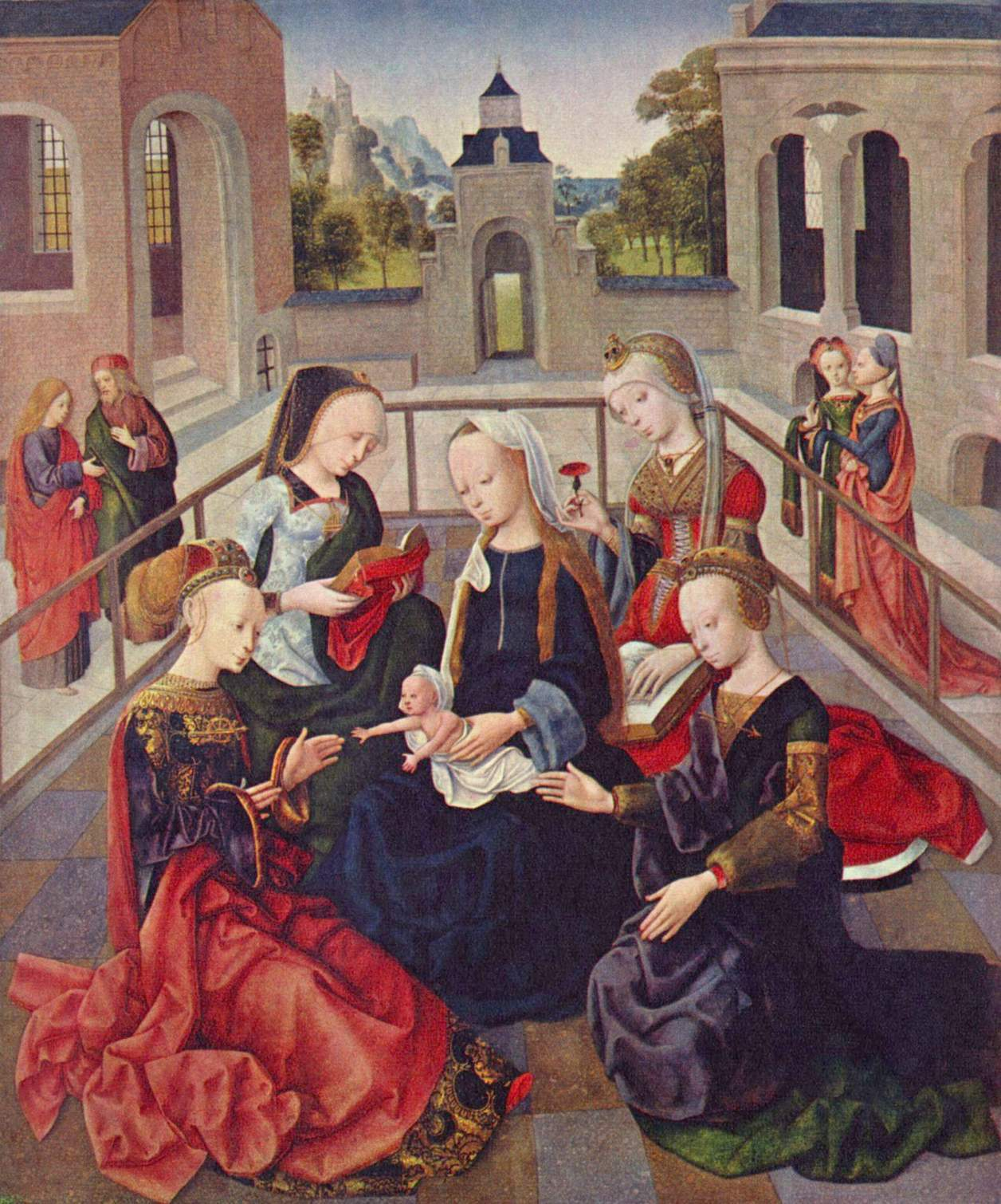
Meester van de Virgo inter Virgines, ca. 1480–1495
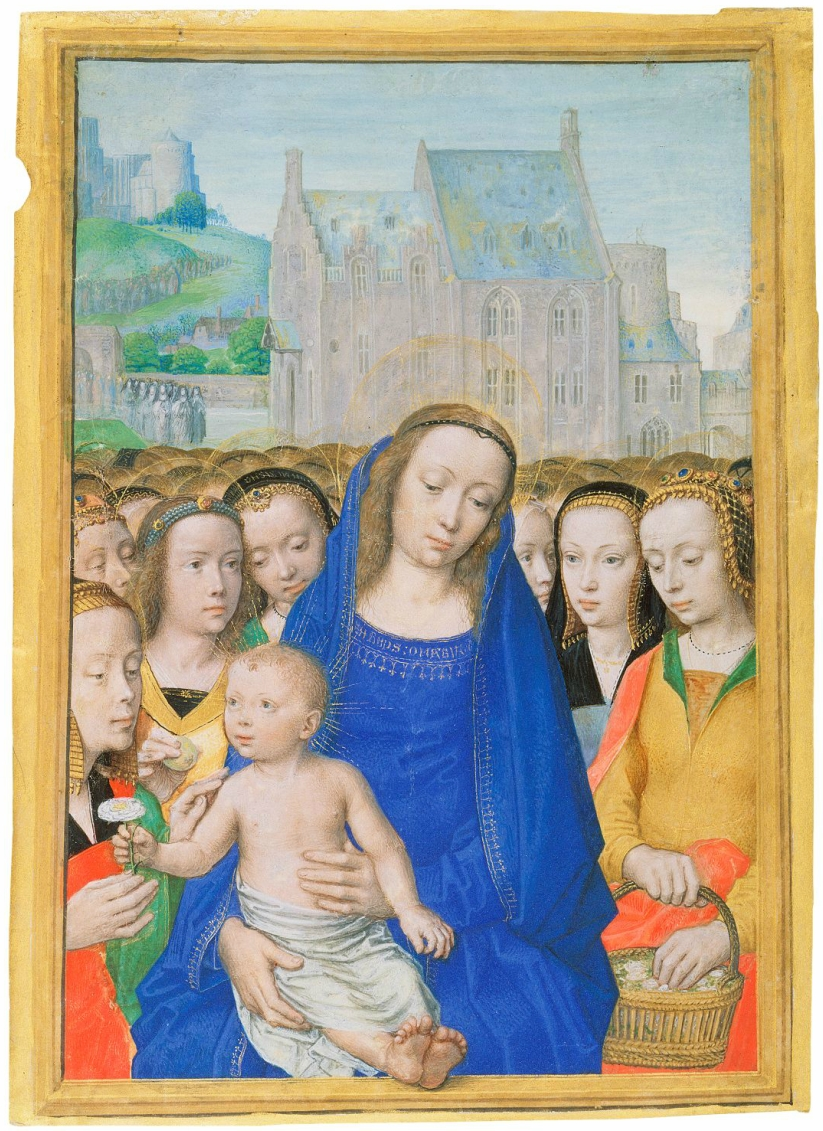
Gerard David
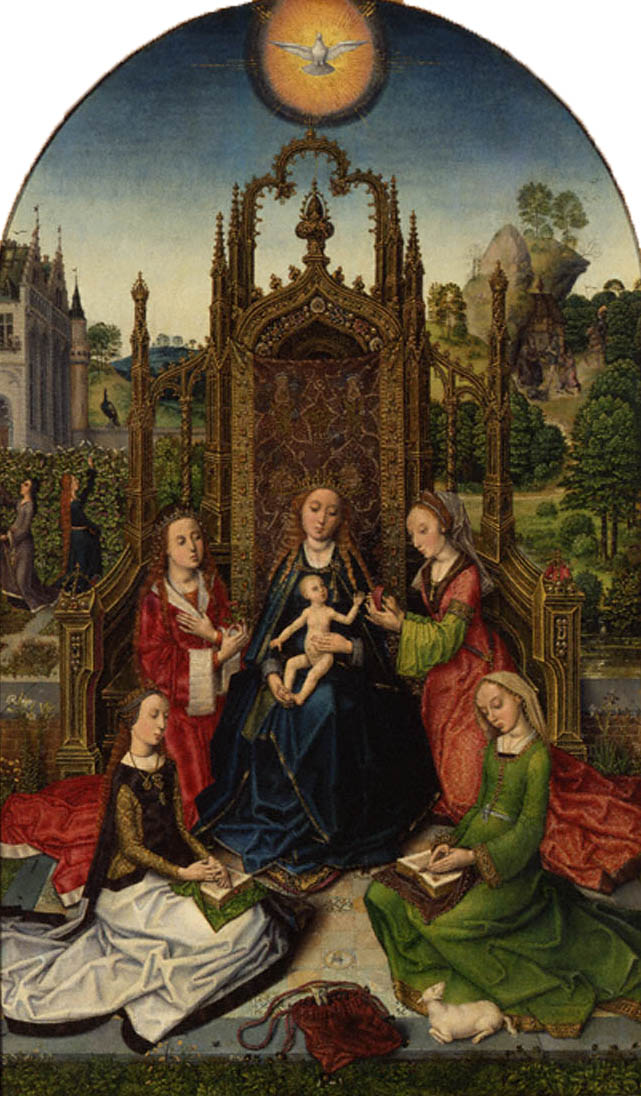
Meester van 1499
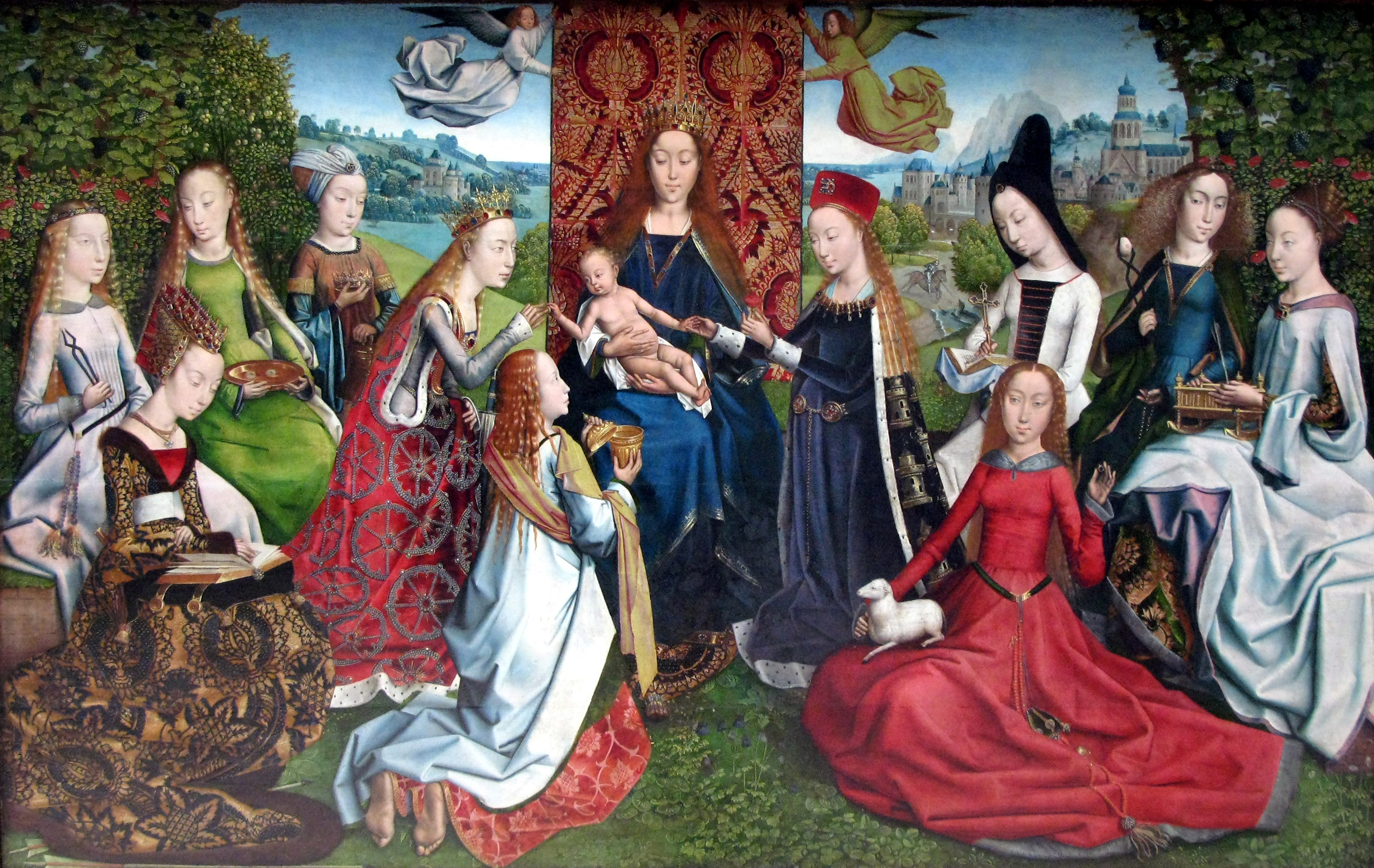
Meester van de Legende van de heilige Lucia